# 張高友
張 高友（ちょう こうゆう、Zhāng Gāoyǒu、? - 1862年）は、清末の民衆蜂起の指導者。
福建省漳州出身であるが、広西省茘浦に移住した。1854年に蜂起し、その他の蜂起軍と連合して茘浦・修仁・永安などの州県を占領、その勢力は平楽・桂林・潯州の三府にあまねく及んだ。1856年、大成国の李文茂が柳州を攻撃すると、それに呼応して清軍を牽制した。1858年より茘浦県の蓮塘堡を占領して根拠地とし、清軍や地主の団練と戦闘を繰り広げた。しかし1862年に蓮塘堡は包囲され、張高友は戦闘中に死亡した。